# Yerlan Serikzhanov
Yerlan Serikzhanov (en kazajo: Ерлан Серікжанов; 12 de febrero de 1995) es un deportista kazajo que compite en judo. Ganó una medalla de plata en el Campeonato Mundial de Judo de 2018 y una medalla de oro en el Campeonato Asiático de Judo de 2019, ambas en la categoría de –66 kg.

## Palmarés internacional
| Campeonato Mundial  | Campeonato Mundial | Campeonato Mundial | Campeonato Mundial |
| Año                 | Lugar              | Medalla            | Categoría          |
| ------------------- | ------------------ | ------------------ | ------------------ |
| 2018                | Bakú (Azerbaiyán)  | Medalla de plata   | –66 kg             |
| Campeonato Asiático |                    |                    |                    |
| Año                 | Lugar              | Medalla            | Categoría          |
| 2019                | Fujairah (EAU)     | Medalla de oro     | –66 kg             |